# Bezzia hissarica
Bezzia hissarica är en tvåvingeart som beskrevs av Remm 1974. Bezzia hissarica ingår i släktet Bezzia och familjen svidknott. Inga underarter finns listade i Catalogue of Life.